# Indeterminizm
Indeterminizm (łac. in – nie + determinare – określać) – zaprzeczenie determinizmu; koncepcja filozoficzna na gruncie przyrodniczym zakładająca, że związek między przyczyną a skutkiem w przyrodzie nie jest ścisły – dopuszcza istnienie przypadku i neguje możliwość przewidywania zjawisk późniejszych na podstawie wcześniejszych, ponieważ te same przyczyny niekoniecznie mają prowadzić do tych samych skutków.
Występuje w formach:
- skrajnych, radykalnych  – negacja istnienia jakichkolwiek uwarunkowań;
- umiarkowanych – negacja tylko pewnego typu uwarunkowań lub twierdzenie, że ta sama przyczyna niekoniecznie musi zawsze powodować ten sam skutek[2].

Na gruncie religijnym zaprzeczeniem istnienia determinacji ludzkiego losu jest wolna wola, natomiast doktryną postulującą zdeterminowanie ludzkiego losu przez siłę wyższą (los, Boga, własność ludzką) jest fatalizm.
W socjologii możemy mówić o indeterminizmie technicznym. Jest to przekonanie, że świat duchowy jest oddzielony od rzeczywistości materialnej.